# Fulton County (Indiana)
Fulton County ist ein County im Bundesstaat Indiana der Vereinigten Staaten. Der Verwaltungssitz (County Seat) ist Rochester.

## Geographie
Das County liegt im mittleren Norden von Indiana und hat eine Fläche von 962 Quadratkilometern, wovon sieben Quadratkilometer Wasserfläche sind. Es grenzt im Uhrzeigersinn an folgende Countys: Marshall County, Kosciusko County, Wabash County, Miami County, Cass County, Pulaski County und Starke County.

## Geschichte
Fulton County wurde am 7. Februar 1835 aus Teilen des Allen County, Cass County und des St. Joseph County gebildet. Benannt wurde es nach Robert Fulton, einem US-amerikanischen Ingenieur, der die ersten brauchbaren Dampfschiffe und das U-Boot Nautilus baute.
Acht Bauwerke und Stätten des Countys sind im National Register of Historic Places eingetragen (Stand 1. September 2017).

## Demografische Daten
Nach der Volkszählung im Jahr 2000 lebten im Fulton County 20.511 Menschen in 8082 Haushalten und 5738 Familien. Die Bevölkerungsdichte betrug 21 Einwohner pro Quadratkilometer. Ethnisch betrachtet setzte sich die Bevölkerung zusammen aus 96,21 Prozent Weißen, 0,76 Prozent Afroamerikanern, 0,38 Prozent amerikanischen Ureinwohnern, 0,37 Prozent Asiaten, 0,02 Prozent Bewohnern aus dem pazifischen Inselraum und 1,06 Prozent aus anderen ethnischen Gruppen; 1,20 Prozent stammten von zwei oder mehr Ethnien ab. 2,31 Prozent der Bevölkerung waren spanischer oder lateinamerikanischer Abstammung.
Von den 8082 Haushalten hatten 31,8 Prozent Kinder unter 18 Jahre, die mit ihnen im Haushalt lebten. 59,5 Prozent waren verheiratete, zusammenlebende Paare, 7,5 Prozent waren allein erziehende Mütter und 29,0 Prozent waren keine Familien. 24,9 Prozent waren Singlehaushalte und in 12,0 Prozent lebten Menschen mit 65 Jahren oder darüber. Die Durchschnittshaushaltsgröße betrug 2,52 und die durchschnittliche Familiengröße lag bei 2,99 Personen.
26,0 Prozent der Bevölkerung waren unter 18 Jahre alt, 7,7 Prozent zwischen 18 und 24, 27,6 Prozent zwischen 25 und 44 Jahre. 23,3 Prozent zwischen 45 und 64 und 15,4 Prozent waren 65 Jahre alt oder älter. Das Durchschnittsalter betrug 38 Jahre. Auf 100 weibliche Personen kamen 97,8 männliche Personen. Auf 100 Frauen im Alter von 18 Jahren und darüber kamen 94,4 Männer.
Das jährliche Durchschnittseinkommen eines Haushalts betrug 38.290 USD, das Durchschnittseinkommen der Familien 44.865 USD. Männer hatten ein Durchschnittseinkommen von 32.602 USD, Frauen 21.657 USD. Das Prokopfeinkommen betrug 17.950 USD. 5,0 Prozent der Familien und 7,6 Prozent der Bevölkerung lebten unterhalb der Armutsgrenze.

## Orte im County
- Akron
- Athens
- Big Hill
- Bruce Lake Station
- Delong
- Disko
- Fletcher
- Fulton
- Grass Creek
- Green Oak
- Kewanna
- Lake Bruce
- Leiters Ford
- Mount Zion
- Richland Center
- Rochester
- Talma
- Tiosa

Townships
- Aubbeenaubbee Township
- Henry Township
- Liberty Township
- Newcastle Township
- Richland Township
- Rochester Township
- Union Township
- Wayne Township